# مصائب باغ جتسیمانی

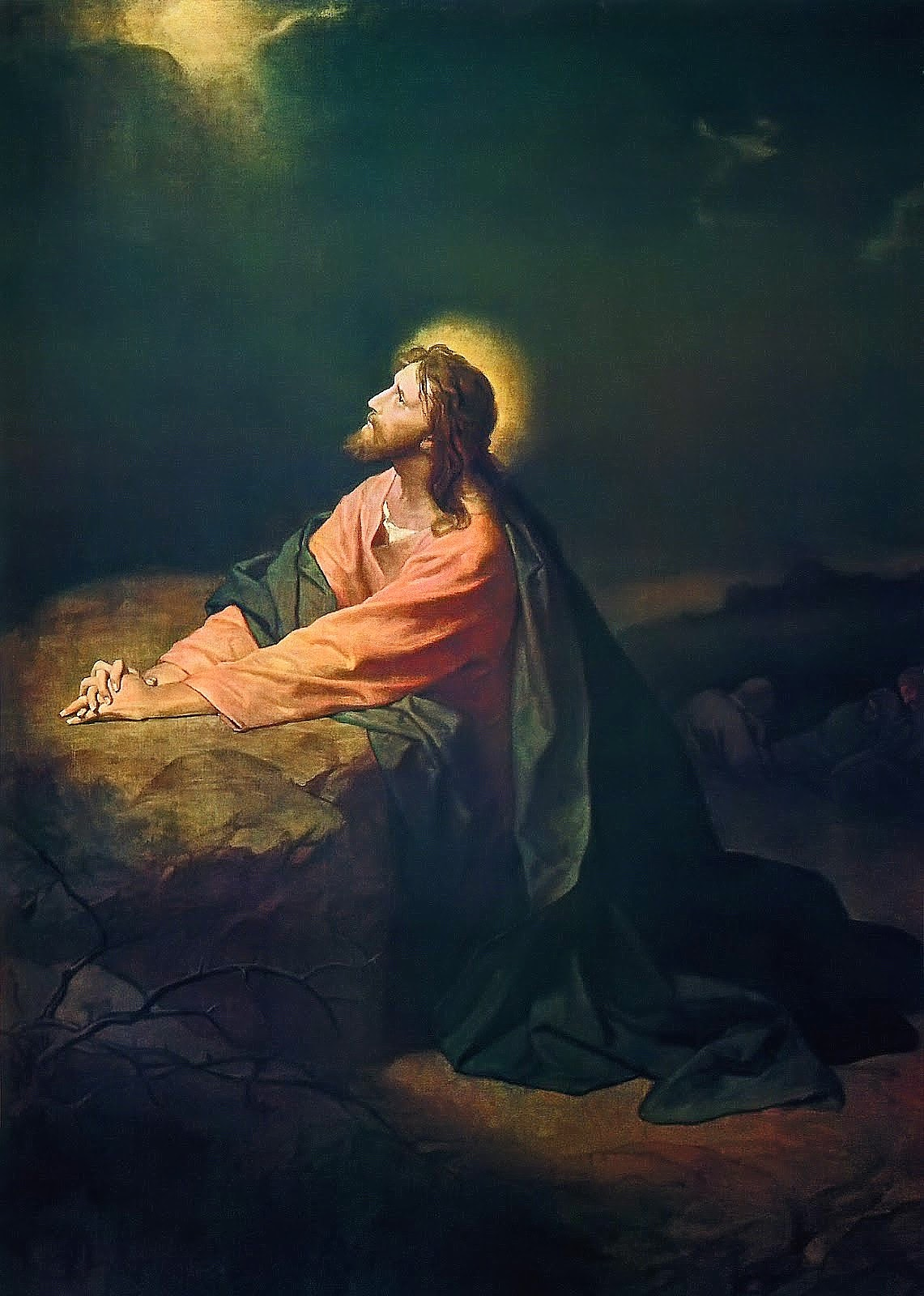
عیسی در جتسیمانی، نقاشی به سال ۱۸۸۶ اثر هنریخ هوفمان

مصائب باغ جتسیمانی (انگلیسی: Agony in the Garden) بخشی از زندگی عیسی - پس از شام آخر و پیش از بوسه یهودا - است که منجر به دستگیری عیسی گردید و همگی اینها، به عنوان مصائب عیسی شناخته می‌شوند. سلسله رویدادهای پس از شام آخر تا زمان دستگیری وی، سرانجام، ختم به تصلیب عیسی گردید. شرح این وقایع، در انجیل‌های هم‌نوا به تفصیل ذکر شده است.